# Andrzej Szczepański
Andrzej Szczepański (ur. 5 stycznia 1947 w Człuchowie, zm. 28 marca 2020 w Słupsku) – polski polityk, działacz PZPR, były wojewoda słupski, senator III kadencji.

## Życiorys
Syn Antoniego i Genowefy. Po ukończeniu szkoły średniej pracował jako agromeliorant. Ukończył następnie studia na Wydziale Ekonomii Wyższej Szkoły Nauk Społecznych przy KC PZPR w Warszawie. W 1968 wstąpił do Polskiej Zjednoczonej Partii Robotniczej. W PZPR pełnił funkcje członka (1970–1972) i instruktora komitetu powiatowego w Człuchowie, I sekretarza komitetu gminnego w Chrząstowie (1974–1976), I sekretarza komitetu gminnego w Człuchowie (1976–1977), sekretarza ds. organizacyjnych (1980–1981) i I sekretarza komitetu miejskiego (1981–1985) w Człuchowie oraz sekretarza ds. ekonomicznych (1985–1988) i członka egzekutywy (1988–1990) Komitetu Wojewódzkiego w Słupsku.
Zajmował stanowisko przewodniczącego Gminnej Rady Narodowej w Chrząstowie i GRN w Człuchowie, w latach 1988–1989 przewodniczył Wojewódzkiej Radzie Narodowej w Słupsku. Następnie do 1991 zajmował stanowisko wojewody słupskiego.
Od lat 90. związany z Socjaldemokracją Rzeczypospolitej Polskiej i Sojuszem Lewicy Demokratycznej. W latach 1993–1997 sprawował mandat senatora III kadencji, wybranego z listy SLD w województwie słupskim. Pełnił funkcję wiceprzewodniczącego Komisji Samorządu Terytorialnego i Administracji Państwowej oraz członka Komisji Gospodarki Narodowej. Później dwukrotnie bez powodzenia kandydował w wyborach parlamentarnych. Od 1998 do 2002 był radnym Sejmiku Województwa Pomorskiego I kadencji.
Zasiadał w radach nadzorczych Polskiego Radia Koszalin i Miejskiego Zakładu Komunikacji w Słupsku. Od 2000 zasiadał w zarządzie Pomorskiego Związku Piłki Nożnej, był jego pierwszym wiceprezesem, a w latach 2009–2012 pełnił obowiązki prezesa tej instytucji.
Pochowany na starym cmentarzu w Słupsku.

## Odznaczenia
W 1997 odznaczony Krzyżem Oficerskim Orderu Odrodzenia Polski.